# Lee Boyd Malvo
 (août 2019).
Si vous disposez d'ouvrages ou d'articles de référence ou si vous connaissez des sites web de qualité traitant du thème abordé ici, merci de compléter l'article en donnant les références utiles à sa vérifiabilité et en les liant à la section « Notes et références ».
Lee Boyd Malvo, aussi appelé John Lee Malvo, né le 18 février 1985 à Kingston en Jamaïque, a été le complice de John Allen Muhammad, surnommé le « sniper de Washington », impliqué dans plusieurs meurtres gratuits aux États-Unis en octobre 2002. Il a été condamné à la prison à perpétuité.
Ce dernier, alors âgé de 17 ans et arrêté en même temps, plaide la dépendance psychologique vis-à-vis de John Allen et est condamné à la prison à perpétuité.
Cette dépendance psychologique est plaidée, car Lee Malvo étant devenu orphelin John Allen Muhammad l’a pris sous son aile en lui inculquant ses valeurs, en le forçant par exemple à écouter tous les soirs, avant de dormir « L’art de la Guerre » du Sun Tzu. 